# Назаров, Сергей Иванович
Сергей Иванович Назаров (бел. Сяргей Іванавіч Назараў; 14 октября 1928 — 11 августа 1999) — белорусский учёный в области механизации и электрификации сельского хозяйства, академик ВАСХНИЛ (1988).

## Биография
Родился в д. Бородино Дубровенского района Витебской области.
Окончил Белорусскую сельскохозяйственную академию (1953) и аспирантуру Белорусского института механизации и электрификации сельского хозяйства (1955—1958).
- 1958—1961 заведующий отделом механизации Могилёвской областной с.-х. опытной станции.
- 1961—1980 заведующий лабораторией механизации применения минеральных удобрений и заведующий отделом химизации (1961—1968), заместитель директора по н.-и. работе и одновременно заведующий отделом химизации сельского хозяйства (1968—1980) ЦНИИ механизации и электрификации сельского хозяйства Нечернозёмной зоны СССР.
- 1980—1992 ректор Белорусской с.-х. академии.
- 1992—1999 начальник Главного управления кадров и аграрного образования МСХ и продовольствия Республики Беларусь.

## Научная деятельность
Разработчик и участник внедрения в производство 20 новых машин для посева, уборки и послеуборочной обработки кормовых культур и ряда индустриальных технологий по применению органических и минеральных удобрений, известковых материалов, средств защиты растений.
Автор (соавтор) свыше 200 научных трудов, в том числе более 20 книг и брошюр. Получил 150 авторских свидетельств и патентов на изобретения.

### Научные труды
- Механизация заготовки и внесения в почву удобрений / соавт. А. Б. Дубов; ЦНИИ механизации и электрификации сел. хоз-ва Нечернозем. зоны СССР. — Минск: Урожай, 1964. — 71 с.
- Системы удаления, накопления и утилизации навоза / соавт.: И. А. Вороницкий, В. А. Удовеня. — Минск: Ураджай, 1979. — 101 с.
- Механизация обработки и внесения органических удобрений: учеб. пособие для студентов с.-х. вузов по спец. «Механизация животноводства» / соавт. В. А. Шаршунов. — Минск: Ураджай, 1993. — 296 с.
- Механизация уборки и послеуборочной обработки семян кормовых культур и трав: учеб. пособие для студентов с.-х. вузов / соавт. В. А. Шаршунов. — Минск: Ураджай, 1997. — 379 с.

## Награды и звания
Заслуженный деятель науки и техники БССР (1981). Награждён орденами Трудового Красного Знамени (1971), Октябрьской революции (1986), медалями.
Доктор технических наук (1971), профессор (1974), академик ВАСХНИЛ (1988, член-корреспондент с 1982). Академик Академии аграрных наук Белоруссии (1992).